# دبیرستان مقدماتی/پیشرفته محلی وایومیسینگ
دبیرستان مقدماتی/پیشرفته محلی وایومیسینگ (انگلیسی: Wyomissing Area Junior/Senior High School) مدرسه‌ای راهنمایی محلی در وایومیسینگ، پنسیلوانیا است.